# Hameau de Chantilly

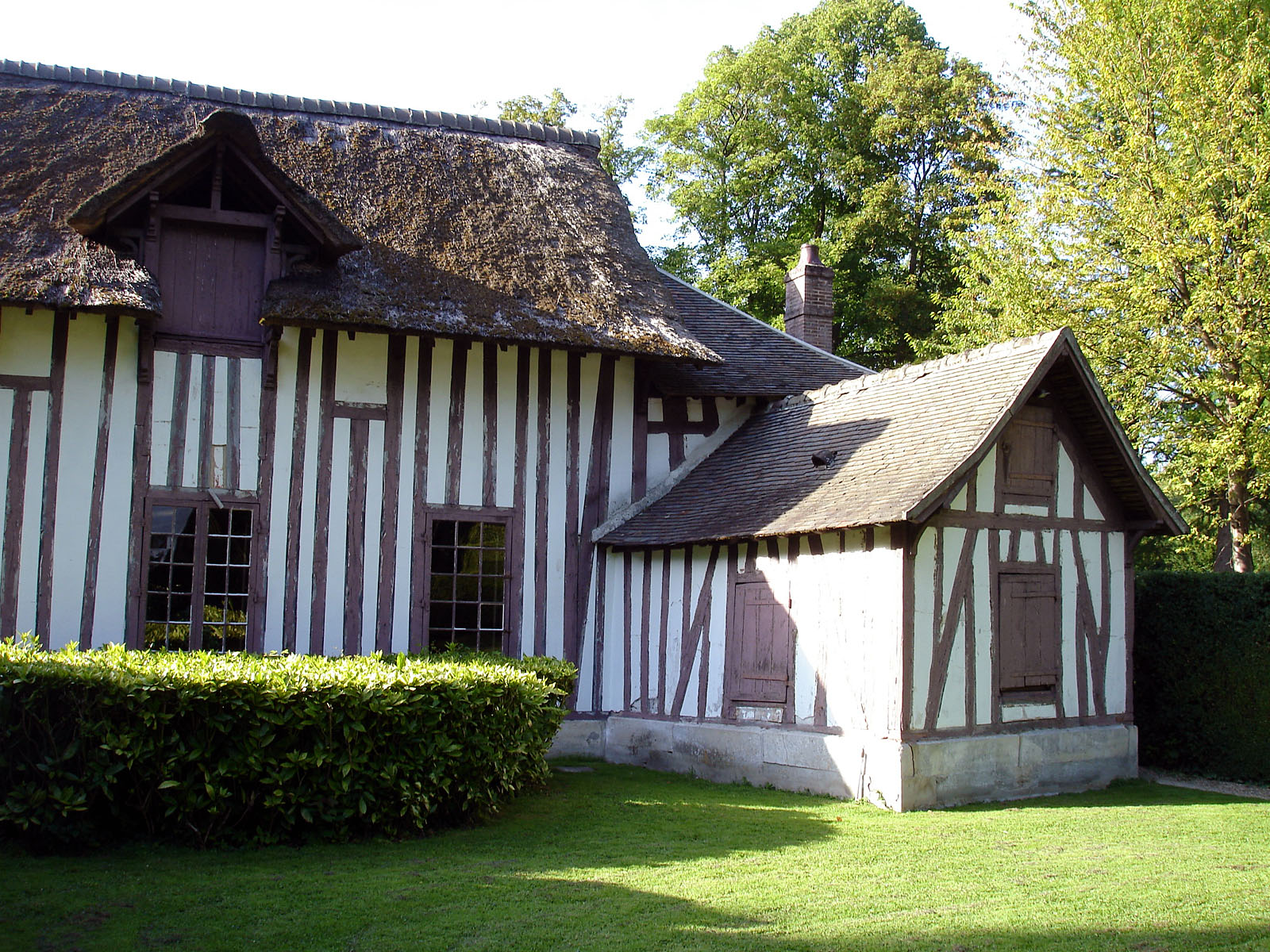
Un cottage nell' Hameau

L’Hameau de Chantilly ("Villaggio di Chantilly") è una capriccio nel parco del Castello di Chantilly costruito nel 1774 e composto da sette casette rustiche, con interni lussuosi, posti all'interno di un giardino all'inglese.
Nel 1774 il Principe Luigi Giuseppe di Borbone-Condé incaricò il suo architetto di fiducia, Jean-François Leroy, di disegnare sette piccole case di campagna, con tetti di paglia, all'interno del giardino in stile anglo-cinese, nel parco del suo castello di Chantilly. Il nome delle singole casette richiamavano la loro destinazione:le Salon (il Salone), le Billard (la Sala da Biliardo), la Salle à manger (la Sala da Pranzo), la Cuisine (la Cucina), le Moulin (il Mulino); l'Étable (la Stalla) e le Cabinet de lecture (la Sala di Lettura). 
Il contrasto tra gli esterni rustici e gli interni riccamente decorati stupiva gli ospiti dell'epoca. Il successo riscosso da questo borgo popolare ispirò la Regina Maria Antonietta nella realizzazione, tra il 1782 e il 1783, del suo Hameau de la reine nei giardini del Petit Trianon della Reggia di Versailles e nel 1787 un villaggio simile fu costruito nel giardino del Palazzo dell'Eliseo di Parigi, all'epoca proprietà di Batilde d'Orléans, Principessa di Condé come moglie di Luigi VI Enrico di Borbone-Condé.
Dopo la Rivoluzione francese il piccolo villaggio venne abbandonato e due casette scomparvero (la Stalla e la Sala di Lettura). In seguito l'Hameau venne restaurato da Enrico d'Orléans, Duca d'Aumale quando poté fare ritorno a Chantilly, nel 1870.
Nel 2007-2008, gli esterni delle casette hanno subito dei restauri utilizzando colori ad acqua del periodo in cui furono costruite ed utilizzando delle stampe dell'epoca; invece gli interni riccamente decorati, purtroppo, sono andati completamente perduti già nel corso del XIX secolo.
Attualmente l'edificio chiamato "il Mulino" ospita un ristorante, Aux Goûters Champêtres.